# Anastasius Lagrantinus Rosenstengel
Anastasius Lagrantinus Rosenstengel fue una persona transgénero, nacida mujer, que fue juzgada y condenada por sodomía en Prusia en 1721. Rosenstengel se casó dos veces con la misma mujer. Su esposa, Catharina Margaretha Mühlhahn, también fue encarcelada en el momento de la captura de ambos. La ejecución de Rosenstengel fue la única por "lesbianismo" conocida en Europa, una anomalía incluso en su época.

## Vida
Rosenstengel nació en Halle (Sajonia-Anhalt). Hija ilegítima de una viuda, Rosenstengel creció en un orfanato. Se enroló, vestida de hombre, en los ejércitos de Hanóver, Prusia, Hesse y Polinia. También trabajó de tejedor, siempre tomando el papel de hombre.
A los 23 años, se casó con Mühlhahn, que sólo tenía 18 años y que después declararía que no sabía que Rosenstengel era mujer. Mantuvo relaciones sexuales con su esposa, posiblemente a oscuras, usando un consolador de cuero fijado con correas. La pareja a veces se enzarzaba en violentas discusiones, pero permanecieron juntos cuatro años. El secreto fue descubierto cuando la madre de Mühlhahn, sospechando de Rosenstengel, le dio una paliza y lo desnudó, descubriendo que era mujer.
Tras su arresto, Rosenstengel admitió su culpa y dijo que «merecía la muerte diez veces» por sus crímenes. En su defensa alegó que «había sido engañado por Satanás» cuando se casó con su esposa. También dijo que no era pecado para una virgen llevar ropas de hombre. Declaró al tribunal que tanto su esposa como su suegra sabían que era anatómicamente una mujer antes de la boda. Mühlhahn insistió en que eso no era cierto. Rosenstengel también fue castigado por haber permitido ser bautizado más de una vez, al haberse convertido al catolicismo y más tarde al luteranismo. También se le recriminó el llevar ropa masculina como «antinatural». En la época, los roles de género eran estrictos, incluyendo la vestimenta apropiada para cada género.
Los jueces tuvieron dificultades con el caso de Rosenstengel, ya que había cometido sodomía con un «instrumento sin vida». Los juristas debatieron sobre la naturaleza de la sodomía "femenina", sobre si era tan criminal como si hubiese sido realizado por un hombre usando sus propias partes corporales. Una minoría de juristas no creían que la pena de muerte fuera aplicable en absoluto, ya que no se había producido ninguna «unión carnal», defendiendo la cadena perpetua. La decisión final se dejó al rey, Federico Guillermo I, que ordenó su ejecución. Rosenstengel fue ejecutado por decapitación con espada; posteriormente, su cuerpo fue quemado.